# Michael Marks
 (juin 2016).
Si vous disposez d'ouvrages ou d'articles de référence ou si vous connaissez des sites web de qualité traitant du thème abordé ici, merci de compléter l'article en donnant les références utiles à sa vérifiabilité et en les liant à la section « Notes et références ».
Pour les articles homonymes, voir Marks.
Michael Marks (polonais : Michał Marks; juin 1859 – 31 décembre 1907) fut l'un des deux cofondateurs de la chaîne de distribution Marks & Spencer.

## Biographie
Marks, naquît à Slonim (maintenant situé en Biélorussie) dans une famille juive polonaise et émigra en Angleterre durant sa jeunesse. 
Marks prit la décision de louer un espace pour la vente à Leeds, le lieu servait de magasin durant 6 jours de la semaine. Une de ses fameuses annonces de vente fut que ses articles ne coûtaient pas plus d'un penny. À proximité du magasin, on pouvait lire ces mots "Don't Ask the Price, It's a Penny" → (Ne demandez pas le prix, c'est un penny)
En 1894, Marks décida qui s'il voulait étendre son entreprise, il devait trouver un partenaire commercial. Il approcha initialement Isaac Dewhurst qui dédaigna l'offre en suggérant son caissier à la place, Thomas Spencer (Marks & Spencer), qui serait intéressé. Spencer pensa qu'avec £300, cela suffisait pour ouvrir un magasin plus grand.
Le 5 mai 1897, Marks fut naturalisé sujet britannique.